# ジェイク・ボール
ジェイク・ボール（Jake Ball、1991年6月21日 - ）は、2024年12月までジャパンラグビーリーグワンNECグリーンロケッツ東葛に所属していたラグビー選手。

## プロフィール
- イングランド・アスコット出身。
- ポジションはロック(LO)。
- 身長 197 cm、体重 121 kg
- ラグビーワールドカップ2015・ラグビーワールドカップ2019に、ウェールズ代表で出場した[1]。

## 略歴
イングランドで生まれたが、16歳の時に家族でオーストラリアのパースに移住した。 
オーストラリアではクリケットの有望な選手でもあったが、2012年、20歳の時にラグビーに転向した。
ウェスタン・フォースを経て、2012年、スカーレッツに加入。
2021年のシックス・ネイションズでウェールズ代表として50キャップの節目を迎えた。
2021年、NECグリーンロケッツ東葛に加入。
2022年1月8日に行われたJAPAN RUGBY LEAGUE ONE第1節横浜キヤノンイーグルス戦にて先発出場で日本での公式戦初出場を果たした
2024年11月11日、ジャパンラグビーリーグワン2024-25シーズン終了後に現役を引退することを発表した。12月29日には、シーズン途中で退団することをあらためて発表した。